# .sb
.sb је највиши Интернет домен државних кодова (ccTLD) за Соломонска острва.